# 足尾温泉
足尾温泉（あしおおんせん）は、栃木県日光市足尾町銀山平にある温泉。

## 泉質
- アルカリ性単純温泉（源泉名：庚申の湯）[1]
  - 泉温 - 36℃

## 施設
足尾市街地から北西に1.2km進んだ先の渓谷沿いに温泉地が広がる。旅館は2件。皇海山や庚申山の登山基地にもなっている。
旅館
- 国民民宿かじか荘
  - 近くに「銀山平キャンプ場」があり、かじか荘が管理している。
- かめむら別館

## 歴史
1971年（昭和46年）に古河鉱業が、足尾銅山の探鉱中に泉脈を発見した。また、1996年（平成7年）には新しい温泉の掘削に成功し、美肌の湯とも呼ばれている。

## アクセス
- 日光宇都宮道路清滝ICより、車で30分。
- わたらせ渓谷鐵道わたらせ渓谷線通洞駅
- 東武日光駅前より、日光市営バス足尾線で通洞駅へ約40分
  - 各旅館とも通洞駅より送迎あり（予約制）